# محمد صالح البرغوثي
محمد صالح البرغوثي سياسي فلسطيني، من مدينة رام الله. أسس الجمعية العربية السرية، ثم أسس حزب البعث في فلسطين وأصبح رئيساً له، ثم اتجه إلى الحزب الوطني ثم إلى حزب الاستقلال. توفى عام 1970.